# Kazuo Umezu
Kazuo Umezu (jap. 楳図 かずお Umezu Kazuo; ur. 3 września 1936 w Kōyi; zm. 28 października 2024) – japoński mangaka, znany z serii takich jak Dryfująca klasa, Makoto-chan i Watashi wa Shingo. Rozpoczynając karierę w latach 50., stał się jednym z najsłynniejszych twórców mang grozy i odegrał kluczową rolę w ich rozwoju, zyskując przydomek „boga mangi grozy”. W latach 60., tworząc shōjo-mangi takie jak Hebi onna, przełamał konwencje branży, łącząc estetykę komercyjnej mangi z makabrycznymi obrazami inspirowanymi japońskimi baśniami ludowymi, co zapoczątkowało boom na mangę grozy i wywarło wpływ na kolejne pokolenia twórców. Był rozpoznawalną osobą publiczną w Japonii, znaną z noszenia koszulek w czerwono-białe paski oraz wykonywania charakterystycznego gestu ręką zwanego „gwash”.

## Biografia

### Wczesne życie i kariera
Umezu urodził się 3 września 1936 roku w miejscowości Kōya w prefekturze Wakayama, lecz wychował się w górzystym Gojō w prefekturze Nara. Jego matka zachęciła go do rysowania, gdy miał siedem lat. Ojciec opowiadał mu przed snem lokalne legendy o duchach i kobietach-wężach. Inspiracją do rozpoczęcia tworzenia mangi stała się dla niego lektura Shin takarajimy autorstwa Osamu Tezuki, którą przeczytał w piątej klasie szkoły podstawowej. Był członkiem grupy rysowników o nazwie „Kaiman Club”.
W 1955 roku, mając 18 lat, opublikował swoją pierwszą mangę zatytułowaną Mori no kyōdai, opartą na baśni o Jasiu i Małgosi, we współpracy z wydawnictwem kashihon Tomo Book. Wkrótce zwrócił się ku ruchowi gekiga i zaczął publikować mangi w kashihonowym przemyśle Osaki tamtych czasów, co dawało mu większą swobodę twórczą niż publikowanie w magazynach. Jego specjalnością było włączanie do historii elementów paranormalnych. Jednocześnie rozpoczął także tworzenie shōjo-mang; publikował w magazynie „Shōjo Book” oraz w antologii kashihon „Niji”.

### Przełom w latach 60. i 70. XX wieku
Po przeprowadzce do Tokio w 1963 roku, spowodowanej upadkiem przemysłu kashihon, Umezu rozwinął swój charakterystyczny styl, który łączył estetykę shōjo-mangi z groteskowymi ilustracjami grozy i przełamywał ówczesne konwencje shōjo-mangi. Mangi grozy takie jak Nekome no shōjo i Hebi onna odniosły sukces w komercyjnym magazynie z shōjo-mangą „Shōjo Friend” w połowie lat 60.
Pod koniec lat 60. zaczął również publikować w magazynach z shōnen-mangą, a także zmienił wydawnictwo – z Kōdanshy na Shōgakukan – gdy nowy redaktor poprosił go o stworzenie czegoś innego niż manga grozy. Umezu stał się uznanym autorem, a w pewnym momencie pracował nawet nad pięcioma seriami jednocześnie. W 1974 roku zdobył 20. nagrodę Shogakukan Manga za serię Dryfująca klasa, opowiadającą o szkole, która wraz z uczniami i nauczycielami została przeniesiona do alternatywnego postapokaliptycznego świata.
W 1975 roku Umezu zaczął stawać się osobą publiczną także poza światem mangi. Nagrał piosenki oparte na swoich horrorach i wydał je jako solowy album zatytułowany „Yami no Album”.
Jego komediowa manga Makoto-chan, publikowana w latach 1976–1981 na łamach magazynu „Shūkan Shōnen Sunday”, odniosła sukces. Gest ręki „gwash” z tej serii stał się także znakiem rozpoznawczym samego Umezu w kontaktach z publicznością.

### Późna kariera
W latach 80. i 90. Umezu skupił się na tworzeniu mang science fiction przedstawiających niedaleką przyszłość, takich jak Watashi wa Shingo i Fourteen.
W 1995 roku musiał zrezygnować z regularnej działalności wydawniczej z powodu zapalenia ścięgien, po ukończeniu pracy nad Fourteen. Następnie stał się jeszcze bardziej rozpoznawalną osobą publiczną, regularnie pojawiając się w telewizji w koszulce w czerwono-białe paski. Znany był również z architektury swojego domu w Kichijōji w czerwono-białe pasy, inspirowanego serią Makoto-chan. W 2011 roku wydał drugi album muzyczny ze swoimi piosenkami.
W 2018 roku otrzymał Nagrodę Dziedzictwa na Międzynarodowym Festiwalu Komiksu w Angoulême za francuskie tłumaczenie Watashi wa Shingo. Była to dopiero druga nagroda w jego karierze; wcześniej Umezu był niezadowolony z poziomu uznania, jaki otrzymywały jego prace. To wyróżnienie zmotywowało go do powrotu do twórczości – stworzył serię 101 obrazów inspirowanych Watashi wa Shingo, które zostały po raz pierwszy zaprezentowane w 2022 roku i stanowiły jego pierwsze nowe dzieło od 27 lat.

### Śmierć
W lipcu 2024 roku Umezu trafił do szpitala po tym, jak zasłabł w swoim domu w Kichijōji. Zdiagnozowano u niego terminalne stadium raka żołądka, jednak nie poddał się operacji i od września pozostawał pod opieką hospicyjną. 5 listopada 2024 roku wydawnictwo Shōgakukan ogłosiło, że Umezu zmarł 28 października w wieku 88 lat. Prywatny pogrzeb odbył się w gronie rodziny i bliskich przyjaciół. Przed śmiercią Umezu planował stworzenie nowego dzieła.

## Styl i motywy

### Folklor i potwory
Jego twórczość inspirowana jest japońskim folklorem. Mangaka i krytyczka Sakumi Yoshino wyjaśnia, że jego horrory są powiązane z religią w Japonii, ponieważ potwory i demony nie są tam postrzegane jako całkowicie złe. Umezu chce, aby czytelnicy czasami odczuwali współczucie również wobec potworów przedstawianych w jego dziełach.

### Konflikt międzypokoleniowy
Wiele jego mang ukazuje konflikt międzypokoleniowy między dziećmi a dorosłymi. Umezu początkowo skupił się na tym temacie, ponieważ zauważył, że w shōjo-mangach z początku lat 60. relacje matek z dziećmi były przedstawiane wyłącznie jako opiekuńcze, nigdy jako przerażające. Jego manga Hebi onna ukazuje intensywny konflikt między uczennicą a jej chorą matką, która okazuje się być kobietą-wężem, gdy dziewczynka odwiedza ją w szpitalu. Badaczka mangi Tsuchiya Dollase porównuje tę postać do archetypu „strasznej matki”. Dzieci z opuszczonej szkoły w serii Dryfująca klasa zostają natychmiast zdradzone przez swoich nauczycieli i muszą walczyć o przetrwanie. W Watashi wa Shingo tylko dzieci są w stanie porozumieć się i nawiązać emocjonalną więź z komputerem wyposażonym w sztuczną inteligencję. Umezu wyjaśniał, że sam bardziej utożsamia się ze światem dzieci, ponieważ dzieci są o wiele bardziej otwarte i zdolne do myślenia w sposób nielogiczny: „W pewnym sensie piszę o sobie. Nie chcę stać się dorosłym i »dorosnąć«”.

## Odbiór i spuścizna
Jego twórczość zainspirowała nowe pokolenie twórców mang grozy. Junji Itō, Toru Yamazaki i Minetarō Mochizuki wskazują go jako jedno ze swoich największych źródeł inspiracji, a Kanako Inuki rozpoczęła swoją karierę w magazynie, który Umezu współtworzył. Rumiko Takahashi przez krótki czas pracowała jako jego asystentka, gdy tworzył Makoto-chan. Dzięki swojej reputacji Umezu zyskał w japońskich mediach przydomek „bóg mangi grozy” (jap. ホラーまんがの神様 horā manga no kamisama).
Mangi Umezu przełamały normy panujące w komercyjnym przemyśle mangowym w czasie, gdy zaczął publikować w dużych magazynach w połowie lat 60., zapoczątkowując boom na mangę grozy pod koniec lat 60. Tsuchiya Dollase pisze: „Potworne matki z pewnością przerażały publiczność; jednocześnie jednak torturowanie ładnych, ale powierzchownych bohaterek przez te przerażające matki musiało sprawiać tej samej publiczności pewną przyjemność”.
Na początku swojej kariery Umezu regularnie otrzymywał listy ze skargami od rodziców z powodu przerażających obrazów w jego twórczości, a redaktorzy magazynów prosili go, by łagodził brutalność przedstawianych scen. W jednym z wywiadów wspomniał: „Protestowano przeciwko mnie, ale nigdy mnie nie bojkotowano. Taką krytykę uważałem za formę pochwały”. Był krytyczny wobec łagodzenia elementów grozy: „Dawne japońskie przekazy ludowe i baśnie mogły być bezlitośnie brutalne. Powstawały w czasach, gdy tragedia i rzeź były codziennością. Dziś ludzie domagają się ich łagodzenia, co w istocie wybiela historię. To obraza pamięci tych, którzy cierpieli, by przekazać nam te opowieści”.
Poza swoim wpływem na rozwój mangi grozy, badaczka Tomoko Yamada zalicza Umezu do artystów shōjo-mangi lat 50., którzy przyczynili się do rozwoju gatunku mang o balecie dzięki jego seriom Haha yobu koe (1958) i Maboroshi shōjo (1959).
W 2019 roku Umezu został uhonorowany Nagrodą Komisarza ds. Kultury, przyznawaną przez Japońską Agencję ds. Kultury. Wyróżnienie to otrzymują osoby, które odniosły wybitne sukcesy w dziedzinie sztuki i kultury. Nagroda ta rzadko trafia w ręce twórców związanych z przemysłem mangowym.

## Twórczość
- Mori no kyōdai (jap. 森の兄妹) (1955)
- Haha yobu koe (jap. 母呼ぶこえ) (1958)
- Ningyō shōjo (jap. 人形少女) (1959)
- Maboroshi shōjo (jap. まぼろし少女) (1959)
- Romansu no kusuri (jap. ロマンスの薬) (1962)
- Yamabiko shimai (jap. 山びこ姉妹) (1964)
- Nemuri shōjo (jap. ねむり少女) (1964)
- Hebi obasan (jap. へびおばさん) (1964)
- Mama ga kowai (jap. ママがこわい) (1965)
- Madara no shōjo (jap. まだらの少女) (1965)
- Benigumo (jap. 紅グモ) (1965–1966)
- Hangyojin (jap. 半魚人) (1965)
- Hibiware ningen (jap. ひびわれ人間) (1966)
- Hebi shōjo (jap. へび少女) (1966)
- Ultraman (jap. ウルトラマン Urutoraman) (1966–1967)
- Nekome no shōjo (jap. ねこ目の少女) (1967)
- Nekome kozō (jap. 猫目小僧) (1967–1968, 1968–1969, 1976)
- Akanbo shōjo (jap. 赤んぼ少女) (1967)
- Shisha no kōshin (jap. 死者の行進) (1967)
- SF ishoku tampenshū (jap. SF異色短編集) (1968–1969)
- Kage (jap. 映像) (1968)
- Chō no haka (jap. 蝶の墓) (1968)
- Osore (jap. おそれ) (1969)
- Orochi (jap. おろち) (1969–1970)
- Iara (jap. イアラ) (1970)
- Kaijū gyō (jap. 怪獣ギョー) (1971)
- Again (jap. アゲイン Agein) (1971–1972)
- Dryfująca klasa (jap. 漂流教室 Hyōryū kyōshitsu) (1972–1974)
- Senrei (jap. 洗礼) (1974–1976)
- Makoto-chan (jap. まことちゃん) (1976–1981)
- Watashi wa shingo (jap. わたしは真悟) (1982–1986)
- Kami no hidarite akuma no migite (jap. 神の左手悪魔の右手) (1986–1988)
- Chō! Makoto-chan (jap. 超!まことちゃん) (1988–1989)
- Fourteen (jap. 14歳 Fōtīn) (1990–1995)